# A'ja Wilson
A'ja Riyadh Wilson, född 8 augusti 1996 i Hopkins, South Carolina, är en amerikansk basketspelare, som spelar för Las Vegas Aces i WNBA.

## Karriär
Wilson blev vald som första spelare av Las Vegas Aces i WNBA-draften 2018. Hon blev 2018 utnämnd till Årets nykomling. 2020 blev hon utnämnd till den mest värdefulla spelaren. 2022 vann hon sin första WNBA-titel och blev samma år återigen utsedd till den mest värdefulla spelaren. 2023 försvarade Las Vegas Aces sin WNBA-titel, och Wilson utsågs till finalspelets mest värdefulla spelare. Wilson ingick i det amerikanska laget som tog guld i sommar-OS 2020. Hon har dessutom tagit två VM-guld, 2018 och 2022. Hon är uttagen till USA:s damlag i basket vid sommar-OS 2024.